# مأرب
مدينة مأرب إحدى مدن اليمن وهي مركز محافظة مأرب في وسط اليمن تقع إلى الشمال الشرقي من العاصمة صنعاء، وتبعد عنها بحدود (173) كيلو متراً. بلغ عدد سكانها 32,143 نسمة عام 2004 وفي 2022 بلغ تعداد سكانها (3,000,000) ثلاثة ملايين نسمة بعد استقبالها مئات الآلاف من النازحين، 

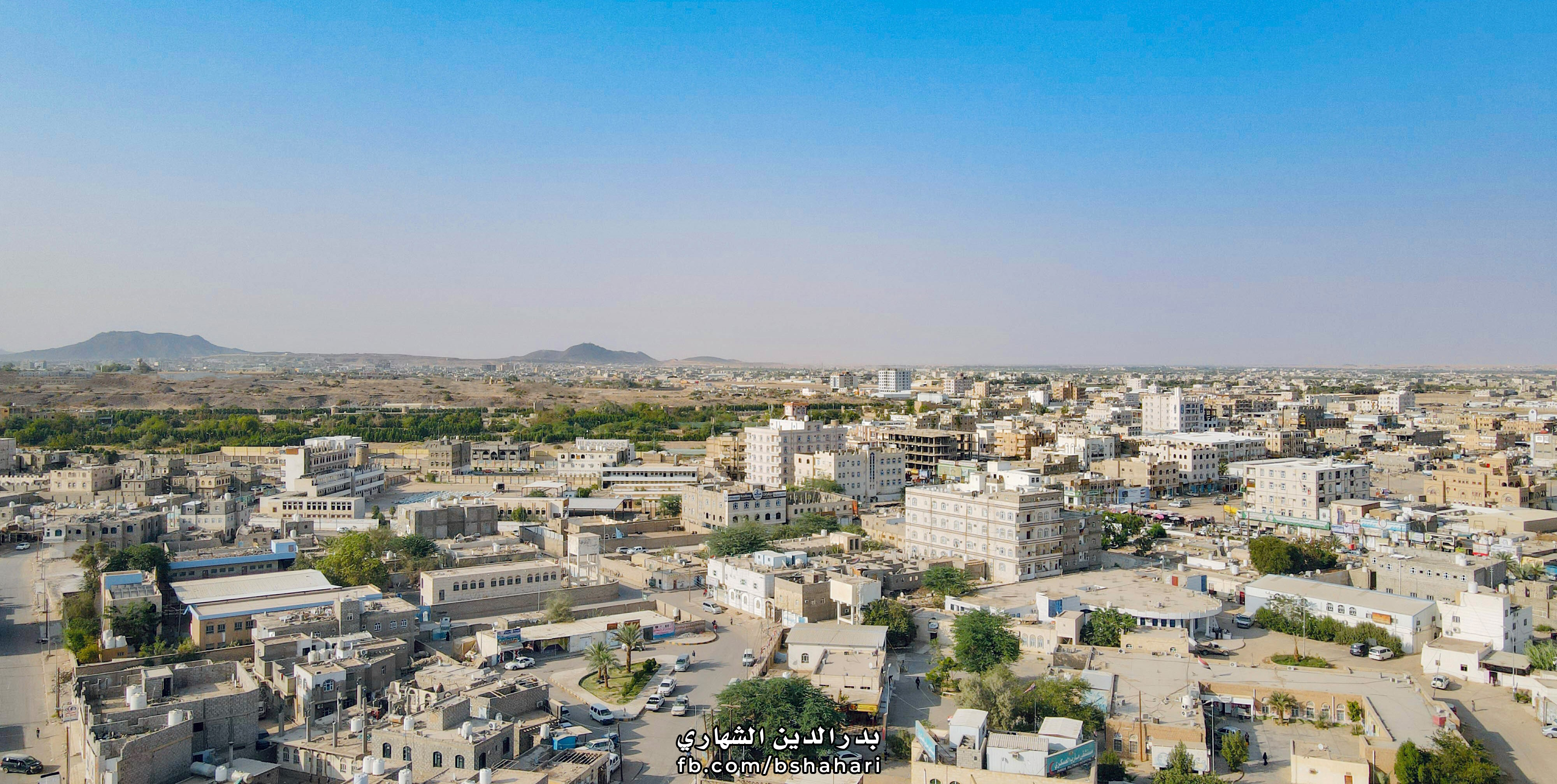
صورة جوية لمدينة مأرب. (تصوير: بدرالدين الشهاري)

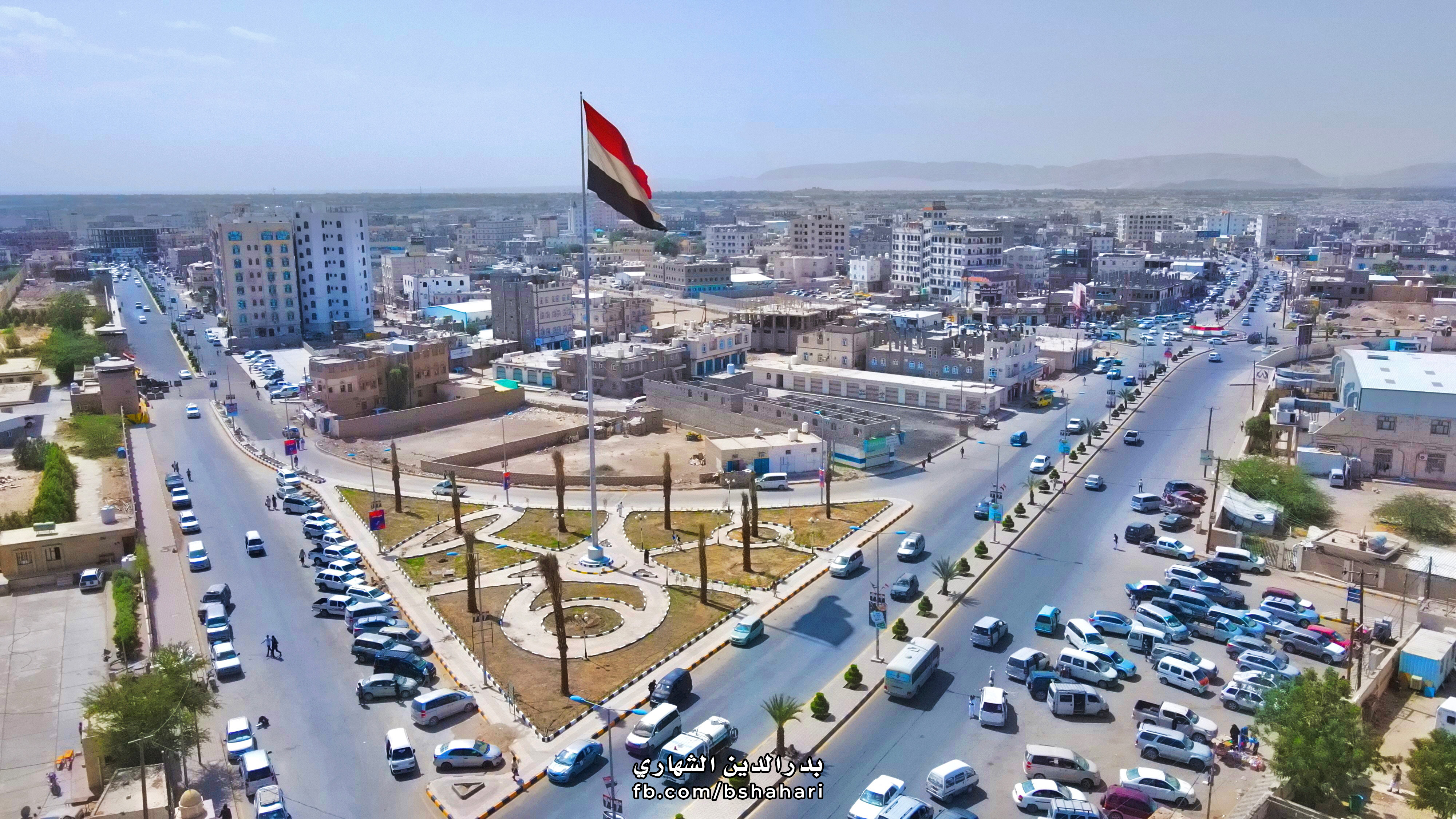
صورة جوية لمدينة مأرب. (تصوير: بدرالدين الشهاري)

تبعد المدينة حوالي ثلاثة كيلومترات ونصف من مدينة مأرب القديمة عاصمة مملكة سبأ.

موقع مدينة مأرب في محافظة مأرب

## المناخ
يظهر الجدول التالي التغيرات المناخية على مدار السنة لمأرب: جمهورية السلطان
| البيانات المناخية لـمأرب          | البيانات المناخية لـمأرب | البيانات المناخية لـمأرب | البيانات المناخية لـمأرب | البيانات المناخية لـمأرب | البيانات المناخية لـمأرب | البيانات المناخية لـمأرب | البيانات المناخية لـمأرب | البيانات المناخية لـمأرب | البيانات المناخية لـمأرب | البيانات المناخية لـمأرب | البيانات المناخية لـمأرب | البيانات المناخية لـمأرب | البيانات المناخية لـمأرب |
| الشهر                             | يناير                    | فبراير                   | مارس                     | أبريل                    | مايو                     | يونيو                    | يوليو                    | أغسطس                    | سبتمبر                   | أكتوبر                   | نوفمبر                   | ديسمبر                   | المعدل السنوي            |
| --------------------------------- | ------------------------ | ------------------------ | ------------------------ | ------------------------ | ------------------------ | ------------------------ | ------------------------ | ------------------------ | ------------------------ | ------------------------ | ------------------------ | ------------------------ | ------------------------ |
| متوسط درجة الحرارة الكبرى °م (°ف) | 25.5 (77.9)              | 26.4 (79.5)              | 28.3 (82.9)              | 29.9 (85.8)              | 31.7 (89.1)              | 33.3 (91.9)              | 32.5 (90.5)              | 31.8 (89.2)              | 30.7 (87.3)              | 28.6 (83.5)              | 25.5 (77.9)              | 26.3 (79.3)              | 29.2 (84.6)              |
| المتوسط اليومي °م (°ف)            | 18.0 (64.4)              | 18.8 (65.8)              | 21.4 (70.5)              | 23.0 (73.4)              | 25.0 (77.0)              | 26.1 (79.0)              | 26.3 (79.3)              | 25.6 (78.1)              | 24.5 (76.1)              | 21.4 (70.5)              | 18.4 (65.1)              | 18.6 (65.5)              | 22.3 (72.1)              |
| متوسط درجة الحرارة الصغرى °م (°ف) | 10.6 (51.1)              | 11.2 (52.2)              | 14.5 (58.1)              | 16.1 (61.0)              | 18.4 (65.1)              | 18.9 (66.0)              | 20.2 (68.4)              | 19.4 (66.9)              | 18.3 (64.9)              | 14.3 (57.7)              | 11.4 (52.5)              | 11.0 (51.8)              | 15.4 (59.6)              |
| الهطول مم (إنش)                   | 4 (0.2)                  | 1 (0.0)                  | 4 (0.2)                  | 12 (0.5)                 | 19 (0.7)                 | 1 (0.0)                  | 21 (0.8)                 | 31 (1.2)                 | 8 (0.3)                  | 1 (0.0)                  | 2 (0.1)                  | 3 (0.1)                  | 107 (4.1)                |
| المصدر: Climate-Data.org          |                          |                          |                          |                          |                          |                          |                          |                          |                          |                          |                          |                          |                          |